# Ensemble 2e2m
L’Ensemble 2e2m (études et expressions des modes musicaux) est un ensemble musical français spécialisé dans l'interprétation des œuvres des XXe et XXIe siècles. Depuis sa fondation en 1972 par Paul Méfano, l’Ensemble 2e2m se réinvente constamment et occupe une place phare dans le paysage de la création contemporaine en France et sur la scène internationale.

## Histoire
L'ensemble 2e2m est fondé par Paul Méfano en 1972,. 2e2m signifie « études et expressions des modes musicaux ». C'est l'un des plus anciens ensembles consacrés à la musique contemporaine.
L'ensemble 2e2m s'organise en 1971 en collectif musical réunissant des compositeurs de musique contemporaine et des interprètes, avec un projet de décentralisation de l'expression et de la diffusion de cette musique en banlieue parisienne. Ce premier collectif réunit en 1972 les solistes Pierre-Yves Artaud (flûte), Jean-Claude Malgoire (hautbois), Jacques Di Donato (clarinette), Michel Tavernier (basson), Pierre Pollin (trompette), Luigi Longo (trombone), Jacqueline Méfano (piano), Alain Dubois (alto) et Alain Meunier (violoncelle). Le premier concert du collectif a lieu le 28 octobre 1972 au Centre Gérard Philipe de Champigny-sur-Marne.
L'ensemble 2e2m abandonne son statut de collectif en 2005, sous la direction artistique de Pierre Roullier, nommé en 2003.
L'ensemble 2e2m accueille également des artistes en résidence : Oscar Strasnoy (2005-2006), Dmitri Kourliandski (2010), Saed Haddad (2012), Mauro Lanza (2015), Aurélien Dumont (2018), Zad Moultaka (2017), Bastien David (2022)...
L'ensemble 2e2m est également une maison d'édition d'ouvrages abordant divers aspects de la musique contemporaine.
Afin de rayonner à l’échelle du Grand Paris, l'ensemble 2e2m déborde le cadre de Champigny-sur-Marne et navigue au fil des saisons dans diverses places parisiennes (Centre Pompidou, le Trianon, auditorium Marcel Landowski du CRR de Paris de la rue de Madrid, Maison de Radio France).
L'ensemble 2e2m est également invité dans les grands festivals de musique contemporaine et de musique expérimentale comme le  festival Musica à Strasbourg, festival Melos-Ethos à Bratislava (Slovaquie)...

## Répertoire
Le répertoire de l'ensemble 2e2m est essentiellement tourné vers la musique contemporaine et la création de nouvelles œuvres. Plus de 600 partitions ont été créées par l'ensemble depuis sa fondation.

« N'ayant jamais négligé le répertoire classique, moderne et très récent, l'Ensemble a créé plus de six cents partitions et révélé au public des compositeurs considérés aujourd'hui comme essentiels (Brian Ferneyhough, Luis de Pablo en 1974, Franco Donatoni dès 1977, Pascal Dusapin en 1979, Sofia Goubaïdoulina dès 1980, puis à partir de 1982 Giacinto Scelsi et dès 1989 Toshio Hosokawa). L'Ensemble 2e2m est sur tous les fronts, soucieux que la diffusion des oeuvres s'inscrive dans le tissu social. La formation encourage de jeunes talents (Noriko Baba, Franck Bedrossian, Aureliano Cattaneo, Octavio Lopez, Laurent Martin, Jonathan Pontier, Oscar Strasnoy) s'engage dans la redécouverte des oeuvres d'Alkan ou de Wyschnegradsky, investit la scène lyrique et restitue la voix des compositeurs bâillonnés par l'Histoire (Klein, Ullmann). »

— Dominique Druhen, Le Monde de la Musique

## Directeurs musicaux
- 1971-2003 : Paul Méfano
- 1982-1985 : Costin Miereanu (co-directeur artistique)
- 2003-2018 : Pierre Roullier[3]
- 2019 à 2021 (?) : Fernando Fiszbein[11]
- depuis 2022 : Léo Margue[12]

## Discographie sélective
L'ensemble 2e2m a réalisé un grand nombre d'enregistrement de musique contemporaine permettant la diffusion au public des œuvres des compositeurs contemporains.
- Jean Barraqué : ...au-delà du hasard (1959), Ensemble 2E2M, Paul Méfano (LP, Label Astrée – AS 50, 1981)

- Giacinto Scelsi : Quattro Pezzi (Quatre pièces sur une seule note), Pranam II, Okanagon, Kya avec Jean-Claude Brion (clarinette solo), Luca Pfaff (direction), (LP, label FY – FY 103, 1982), Work(s) 1905-1988 : Kya ; Ixor ; Ko Lho ; Maknongan ; Fleuve Magique ; Arc En Ciel ; Pwyll ; Pranam ; Quattro Pezzi ; Aitsi ; Poème pour piano n°2, (CD, Adda, 1990)

- Michaël Levinas : Ouverture pour une fête étrange ; Les rires du Gilles ;  Concerto pour un Piano-Espace n°2 , avec Nouvel Orchestre philharmonique de Radio-France, L'Itinéraire, Ensemble 2E2M, Gilbert Amy, Hubert Soudant, Yves Prin, (LP, 1985)

- Marc Monnet : Patatras! ; Chant Rigodon ; Les Ténèbres, avec l'Ensemble 2E2M - Paul Méfano, Alain Meunier, Quatuor de cors, Quatuor de Paris (LP, Harmonic Records, 1986)

- Jean Barraqué : Concerto ; Le Temps Restitué, avec Ensemble 2E2M, Paul Méfano, (LP, Harmonia Mundi, 1987)

- André Jolivet : Oeuvres pour flûte, avec Pierre-Yves Artaud, Ensemble de percussions 2E2M, Paul Mefano, (CD, Adda – 581 055, Musique Française d'Aujourd'hui, 1988)

- Costin Miereanu, avec Ensemble 2e2m, Paul Méfano, (CD, Salabert Actuels	SCD8803, 1988)

- Renaud François, Renaud François ; avec Ensemble 2e2m, Paul Méfano, Nouvel Orchestre philharmonique, Yves Prin, (CD, Salabert Actuels SCD8802, 1988)

- Franco Donatoni : Alamari ; Flag ; Nidi ; Toy ; Ave, avec Ensemble 2E2M, Pierre-Yves Artaud, Paul Mefano, (CD, Adda – 581133, 1989)

- Ivo Malec : Attacca / Week-end / Lumina / Gam(m)es ; avec Jean Geoffroy, Ensemble 2e2m, Orchestre de la RTV de Ljubljana, Samo Hubad, (CD, Salabert Actuels SCD 8901, 1989)

- Claude Lefebvre :	Claude Lefebvre ; avec Ensemble 2e2m, Paul Méfano	, (CD, Salabert Actuels	SCD8903, 1989)

- Patrice Fouillaud : Langsam, Vers l'aube, Sonate pour piano, Concerto pour harpe et guitare, Le chant de l'absence, avec Ensemble 2E2M, Paul Méfano (direction), Jacqueline Méfano (piano), Thierry Mercier (guitare), Brigitte Sylvestre (harpe), Marie-Francoise Lefort (soprano) (CD, Adda – 581249, 1990)

- Isang Yun : Garak ; 5 Études pour flûte ; Octuor ; Concerto pour flûte et orchestre, avec Ensemble 2E2M, Paul Mefano, Pierre-Yves Artaud, Jacqueline Mefano, (CD, Adda – 581166, 1990)

- Alessandro Solbiati : Nel deserto ; avec Ensemble 2e2m, Paul Méfano, (CD, Adda 581237, 1990)

- Franco Donatoni : Vol. 2 : Lumen pour piccolo, clarinette, célesta, vibraphone, alto & violoncelle ; De Près pour voix & 5 instruments; L'Ultima Sera, pour voix de femme, violon, violoncelle, flûte, clarinette & piano; Fili, pour flûte & piano; Le Ruisseau sur l'escalier, pour violoncelle & orchestre de chambre ; Feria, pour 5 flûtes, 5 trompettes & orgue ; Still, pour soprano, 2 flûtes, 2 violons, célesta & piano (CD, Adda, 2e2m Collection, 1991, réédition 1997)

- Luis de Pablo, Notturnino ; Concierto De Camara ; Dibujos ; Cinco Meditaciones ; Cuatro Fragmentos de Kiu, (CD, Adda, 2e2m Collection, 1991, réédition 1997)

- Alain Bancquart : D'une fougère bleue les veines ; Grande mélodie ; Dits de Jean-Claude Renard n°1-5, (CD, Adda, 1992)

- Françoise Barrière : Musique pour le temps de Noël (1979), avec Alain Savouret (direction), Ensemble 2E2M (CD, Harmonia Mundi LDC 278 1089 CM 201, 1992)

- Ivan Wyschnegradsky : Étude sur les mouvements rotatoires; Sonate Op. 34; Dialogue Op. Posth; etc. (2e2m Collection, 1994)

- Darius Milhaud : Ani Maamin, un chant perdu et retrouvé, cantate pour soprano, récitantes [4], chœur et orchestre, op.441 ; avec Madrigal de Bordeaux, Ensemble 2E2M, Paul Méfano (direction), (CD, Arion, 1994)

- Claude Debussy : Sonate en Trio; Syrinx; Chansons de Bilitis; Prélude à l'Après-midi d'un faune; Bilitis, direction Paul Méfano; Pierre-Yves Artaud, flûte (2e2m Collection, 1995)

- Pascal Dusapin : Fist, for chamber ensemble; Hop?, for chamber ensemble; Musique captive, for chamber ensemble; Aks, for mezzo-soprano & chamber ensemble; Niobé, for soprano, chorus & ensemble (2e2m Collection, 1995)

- Schoenberg : Pierrot lunaire Op. 21; Serenade Op. 24, (2e2m Collection, 1996)

- Isang Yun : Vol. 2: Musik für 7 instrumente; Königliches Thema; Distanzen; Kammerkonzert I-II, (2e2m Collection, 1997)

- Concertos de chambre, avec  Ensemble 2E2M, Paul Méfano (CD, MFA - Radio France – 216035, 2000)
  - Stentor Concerto pour cor et orchestre de Laurent Martin, avec Patrice Petitdidier, cor
  - In Memoriam Manuel de Falla de Vincent Paulet avec Jacqueline Méfano, piano
  - Les Filles du Feu de Thierry Pécou, avec Etienne Lamaison, clarinette
  - Concerto de chambre pour piano de Pierre Farago, avec Nicolas Zannin, piano

- Gérard Condé : Salima sac à ruses, opéra comique, enregistré au Studio 107, Radio France , avec Pierre Roullier (direction), (Maguélone, 2000)

- Griffith Rose : Oeuvres symphoniques : Louis le Magnifique  (1988), avec Jacqueline Méfano (piano), Ensemble 2E2M, Paul Méfano (direction) (CD, 2000)

- Gérard Pape : Electroacoustic chamber works : Makbénach (1997), avec Daniel Kientzy (saxophone), Gérard Pape (bande), Ensemble 2E2M, Paul Méfano (direction) (CD, 2000)

- Tōru Takemitsu : Tree Line ; Rain Coming ; Waves ; Rain Tree ; Garden Rain ; Toward The Sea II ; Rain Spell ; Waterways, avec Ensemble 2e2m, Paul Méfano, (CD, Assai – 222182, 2e2m Collection, 2001)

- Pascale Criton : Territoires imperceptibles ; Artefact ; Thymes ; La ritournelle et le galop ; Le passage des heures, avec Ensemble 2e2m, Paul Méfano, (CD, Assai – 222482, 2003)

- Oscar Strasnoy : Hochzeitsvorbereitungen (mit B und K), avec Monica Meier-Schmid, Daniel Gloger, Ensemble 2e2m, Pierre Roullier (CD, Le Chant du Monde, 2007)

- Mauricio Kagel : Vox humana; Finale ; Furst Igor Strawinsky , Paul Méfano, (Accord, 2007)

- Franck Bedrossian : Manifesto, avec Ensemble 2e2m , Pierre Roullier (direction), (CD, Aeon, 2011)
  - It (2004-2007)
  - La solitude du coureur de fond (2000) avec Pierre-Stéphane Meugé, saxophone
  - Tracés d'ombres (2005-2007)
  - Manifesto (2008)
  - Bossa Nova (2008), avec Pascal Contet, accordéon
  - Propaganda (2008) avec le Quatuor Habanera

- Paul Méfano : Micromégas, action lyrique en sept tableaux sur des textes de Voltaire, avec Kaoli Isshiki, Rayanne Dupuis, Nicholas Isherwood, Eric Trémolières, Ensemble 2E2M, Pierre Roullier, enregistré en 2003 (2 CD, Maguelone – MAG 111.170, 2013)

- Oscar Strasnoy : An Island Far, avec Ann-Beth Solvang (mezzo-soprano), Ensemble 2E2M, Pierre Roullier (direction), (CD, Le Chant du Monde LDC 278 1156, Série Musique Aujourd'hui, 2014)

- Yassen Vodenitcharov : Celestial mechanics : Concerto pour violon et orchestre avec Alexis Galpérine (violon), Ensemble 2E2M, Pierre Roullier (direction)  (CD, Gega new, 2014)

- Francesco Filidei : Forse, avec Ensemble 2E2M, Pierre Roullier, (CD, L'Empreinte Digitale – ED13247, 2016)

- Reinhold Friedl : Krafft, avec Ensemble 2E2M & Zeitkratzer, (CD, label Zeitkratzer zkr0027, 2020)

- Aurélien Dumont : Tide ; avec Ensemble 2e2m, Pierre Roullier (direction), Hélène Fauchère (soprano) (CD, NoMadMusic	NMM081, 2020)

- EnTrance, album anniversaire des cinquante ans de l'ensemble 2e2m, compositions de Bastien David, Giulia Lorusso, Fausto Romitelli, Richard Comte, Pierre Juillard (label Scala Music, 2022)[13]